# Burnham (Pensilvania)
Burnham es un borough ubicado en el condado de Mifflin en el estado estadounidense de Pensilvania. En el año 2000 tenía una población de 2,144 habitantes y una densidad poblacional de 773 personas por km².

## Geografía
Burnham se encuentra ubicado en las coordenadas 40°38′6″N 77°33′53″O / 40.63500, -77.56472.

## Demografía
Según la Oficina del Censo en 2000 los ingresos medios por hogar en la localidad eran de $33,068 y los ingresos medios por familia eran $40,781. Los hombres tenían unos ingresos medios de $32,131 frente a los $17,850 para las mujeres. La renta per cápita para la localidad era de $15,800. Alrededor del 7% de la población estaba por debajo del umbral de pobreza.